# Drosanthemum filiforme
Drosanthemum filiforme är en isörtsväxtart som beskrevs av L. Bol. Drosanthemum filiforme ingår i släktet Drosanthemum och familjen isörtsväxter. Inga underarter finns listade i Catalogue of Life.